# George Hertzberg
George Hertzberg (Glens Falls,  6 november 1972) is een Amerikaanse acteur die vooral bekend staat om zijn vertolking van de cyber-demonische soldaat Adam in het vierde seizoen van de televisieserie Buffy the Vampire Slayer. Hertzberg, geboren in Glens Falls, New York, verscheen in verschillende tv-series, waaronder 3rd Rock from the Sun en That's My Bush!, en schreef en produceerde de film Too Much Magic.

## Filmografie

### Films
- Colin Fitz (1997)
- The Pornographer (1999)
- Too Much Magic (2000)
- Taken (2008)

### Televisie
- 3rd Rock from the Sun (1996), 1 afl.
- Buffy the Vampire Slayer (2000-2002), 9 afl.
- That's My Bush! (2001), 1 afl.
- Ghost Whisperer (2006), 1 afl.
- Friday Night Lights (2008), 1 afl.